# 图尔里切
图尔里切，是匈牙利索博尔奇-索特马尔-贝拉格州所辖的一个村。总面积12.99平方公里，总人口599，人口密度46.1人/平方公里（2011年1月1日）。